# Budynek mieszkalny Alfonsa i Fridy Wagnerów oraz Karola i Eugenii Baumgartenów
Budynek mieszkalny Alfonsa i Fridy Wagnerów oraz Karola i Eugenii Baumgartenów – modernistyczna kamienica znajdująca się przy ul. Brzeźnej 12 w Łodzi.

## Historia
Budowę budynku rozpoczęto w 1936, a zakończono już w 1937. Autorem projektu architektonicznego był Franciszek Brunon Haessner, natomiast pierwszymi właścicielami Alfons Wagner, Frida Wagner, Karol Baumgarten oraz Eugenia Baumgarten.
Budynek wpisany jest do gminnej ewidencji zabytków miasta Łodzi pod numerem 50.

## Architektura
Kamienica znajduje się w północnej pierzei ul. Brzeźnej, z drogą przejazdową na dziedziniec wzdłuż zachodniej granicy działki i budynkiem garażowym przyległym do granicy wschodniej. Jej rzut założono na planie zbliżonym do kwadratu. Układ wnętrz trzytraktowy, z klatką schodową i dwoma skrajnymi ryzalitami od strony podwórza. W kamienicy mieści się 8 mieszkań. Obiekt razem z sąsiednimi budynkami tworzy modernistyczny kompleks kamienic, który powstawał w latach 1935-1939.
Budynek posiada trzy piętra, częściowo użytkowe poddasze oraz piwnicę. Elewacja frontowa południowa złożona z czterech osi, z narożnym półkolistym, trójkondygnacyjnym wykuszem od zachodu. Nad parterem umieszczono gzyms działowy. W osi skrajnej od wschodu znajdują się balkony o zaokrąglonych płytach i częściowo pełnych, częściowo ażurowych balustradach. Partie międzykondygnacyjne boniowane kratownicowo w tynku. Elewacja boczna zachodnia złożona z trzech osi.
Wykusz zaprojektowany z oknami jednopoziomowymi, wielodzielnymi, pozostałe okna są natomiast jednopoziomowe, trójdzielne. Otwory przyziemia wykonano z kratami art déco. A w strefie poddasza umieszczono pięć niewielkich, prostokątnych okienek.